# Mihhail Kõlvart
Mihhail Kõlvart (Kizilorda, 1977. november 24.) észt sportoló, politikus, az Észt Centrumpárt tagja. 2011-től Tallinn sportért, fiatalokért, oktatásért és kultúráért felelős alpolgármestere volt. 2017 és 2019. április között a Tallinni Városi Közgyűlés elnöke, 2019. április 11-től 2024. március 26-ig Tallinn polgármestere. 2023 szeptemberétől a Centrumpárt elnöke. A 2024. júniusi európai parlamenti választáson a Centrumpárt jelöltjeként mandátumot szerzett.

## Életrajza
A Kazah SZSZK-hoz tartozó Kizilorda városban született. Apja, Ülo Kőlvart észt nemzetiségű. Anyja, Liidia Kőlvart kínai-koreai szármzású, aki tanárként dolgozott. A szülei diákként a Moszkvai Állami Egyetemen ismerkedtek meg. Hároméves volt, amikor a család Tallinnba költözött. Gyerekként még az orosz volt az anyanyelve. Apja az Észt  Taekwondo Szövetség alapítója és 1992–1996 között annak elnöke.
2023. szeptember 10-én a Centrumpárt Paidében megtartott rendkívüli kongresszusán 51,91%-os szavazataránnyal  Kőlvartot a párt elnökévé választották. Ellenfele, Tanel Kiik 46,75%-t kapott.
A Tallinni Városi Közgyűlés 2024. március 26-i rendkívüli ülésén tartott bizalmatlansági szavazást elvesztette, a 79 tős közgyűlésben 41-en szavaztak ellene. Az ülésen egyúttal megválasztották az utódját is Madle Lippus személyében, aki korábban alpolgármester volt.